# 포르투갈령 앙골라
포르투갈령 앙골라(포르투갈어: Província de Angola)는 역사적인 시기에 앙골라가 아프리카 남서부에서 포르투갈의 지배를 받던 영토였던 것을 말한다. 같은 맥락에서 1951년까지 포르투갈령 서아프리카(포르투갈어: África Ocidental Portuguesa)로 알려져 있었다.
처음에는 해안을 따라 통치하고 콩고 왕국과 군사적 충돌을 벌였지만, 18세기에 포르투갈은 점차 내륙의 하이랜드를 식민지화하는 데 성공했다. 그러나 아프리카 분할 기간 동안 다른 유럽 강대국들과의 협정이 식민지의 내부 경계를 수정한 20세기 초까지 영토 전체의 완전한 통제는 이루어지지 않았다. 1951년 6월 11일에는 앙골라 해외주로 승격되었고, 1973년에는 앙골라주로 승격되었다. 1975년 포르투갈령 앙골라는 앙골라의 독립국이 되었다.

## 역사
포르투갈인들은 1484년 탐험가 디오구 캉이 도착한 이후 1975년 11월에 포르투갈이 독립할 때까지 앙골라 영토에 존재했다. 이 5세기 동안, 완전히 다른 몇 가지 상황들이 구별되어야 한다.

### 식민지
15세기 말에 디오구 캉과 다른 탐험가들이 콩고 왕국에 도착했을 때 앙골라는 존재하지 않았다. 현재의 영토는 여러 개의 분리된 민족으로 구성되어 있었으며, 일부는 다양한 크기의 왕국 또는 부족 연합으로 조직되었다. 포르투갈인들은 무역, 주로 노예에 관심이 있었다. 따라서 그들은 그들이 기독교화하고 포르투갈어를 가르친 콩고 왕국의 통치자들과 평화적이고 상호 이익이 되는 관계를 유지했고, 노예 무역의 이익의 일부를 그들에게 허용했다. 그들은 현재의 콩고 민주 공화국 지역에 작은 교역소를 세웠다. 대서양 연안의 더 중요한 무역 정착지는 콩고 왕국의 영토인 소유에 세워졌다. 현재 앙골라의 최북단 마을이며, 카빈다주를 제외한 지역이다.
1575년에 콩고 왕국의 남쪽 해안에 루안다라는 정착지가 세워졌고, 17세기에는 벵겔라라는 더 남쪽에 정착했다. 1580년대부터 1820년대까지, 현재의 앙골라에서 100만 명이 훨씬 넘는 사람들이 노예로 소위 신대륙으로, 주로 브라질로, 그리고 북아메리카로 수출되었다. 올리버와 앳모어에 따르면, "200년 동안 앙골라의 식민지는 본질적으로 거대한 노예 무역 기업으로 발전했다." 포르투갈인 선원, 탐험가, 군인, 상인들은 1415년 무슬림이 지배하는 세우타를 정복하고 오늘날 모로코와 기니만에 기지를 설립하면서 아프리카에 군사 및 무역 전초기지를 건설하는 오랜 정책을 가지고 있었다. 포르투갈인들은 처음부터 외국인들의 개종을 포함한 가톨릭교 신앙과 그들의 군사적 원정을 가지고 있었다.
17세기에, 상충되는 경제적 이해관계는 콩고 왕국과의 군사적 대립으로 이어졌다. 포르투갈은 1665년 10월 29일 음빌라 전투에서 콩고 왕국을 물리쳤지만, 1670년 콩고를 침공하려다 키톰보 전투에서 참패했다. 대부분의 중앙 고지의 통제는 18세기에 이루어졌다. 19세기에 내부를 정복하려는 시도가 더 이어졌다. 하지만, 포르투갈인들이 전체 영토에 대한 완전한 행정적 통제는 20세기 초까지 이루어지지 않았다.

## 정부

포르투갈령 앙골라의 국기

20세기에 포르투갈령 앙골라는 이스타두 노부 정권의 지배를 받았다. 1951년 포르투갈 당국은 식민지에서 포르투갈의 프로빈시아 우트라마리누(해외주)로 법을 변경했다. 법적으로, 이 지역은 리스본만큼 포르투갈의 일부였지만, 유럽과의 거리를 고려하여 해외 지방만큼 특별한 차별을 받았다. 앙골라 정부의 대부분의 구성원들은 포르투갈 출신이었지만, 몇몇은 앙골라 출신이었다. 대부분의 앙골라인들이 직위를 얻기 위해 필요한 자격을 가지고 있지 않았기 때문에, 관료 조직의 거의 모든 구성원들은 포르투갈 출신이었다.
앙골라 정부는 포르투갈과 마찬가지로 고도로 중앙집권화되어 있었다. 권력은 집행부에 집중되었고, 그들이 발생한 모든 선거는 간접적인 방법으로 진행되었다. 리스본의 총리실에서, 권위는 엄격한 지휘 체계를 통해 앙골라의 가장 외진 곳까지 확장되었다. 앙골라 정부의 권한은 유럽에서 이미 결정된 정책을 시행하는 것으로 제한되었다. 1967년, 앙골라는 리스본의 국회에도 다수의 대표단을 파견했다.
이 지방에서 가장 높은 관리는 포르투갈 내각이 해외 장관의 추천으로 임명한 총독이었다. 총독은 행정권과 입법권을 모두 가지고 있었다. 정부 의회는 그 지방의 운영에 있어 총독에게 조언을 했다. 기능 내각은 총독의 자문을 받아 해외 장관이 임명한 5명의 비서관으로 구성되었다. 입법회는 제한된 권한을 가지고 있었고 그 주요 활동은 지방 예산을 승인하는 것이었다. 마지막으로, 경제 사회 위원회는 모든 법안 초안에 대해 자문을 받아야 했고, 총독은 리스본의 조언을 무시할 경우 리스본에 자신의 결정을 정당화해야 했다.
1972년 포르투갈 의회는 앙골라의 지위를 해외 지방에서 일부 내정에 대한 권한을 가진 "자치 국가"로 변경했다. 포르투갈은 국방과 외교 관계에 대한 책임을 유지해야 했다. 1973년 앙골라에서 총선이 실시되었다.

## 지리학
포르투갈령 앙골라는 1,246,700 km2의 영토로, 프랑스와 스페인을 합친 것보다 더 큰 면적이었다. 5,198 km의 육지 경계와 1,600 km의 해안선을 가지고 있었다. 그곳의 지리는 다양했다. 남쪽의 25km에서 북쪽의 100~200km에 이르는 해안 평야에서, 육지는 나라의 거의 3분의 2를 덮고 있는 높은 내륙 고원을 향해 단계적으로 솟아오르며, 평균 고도는 1,200~1,600m이다. 앙골라에서 가장 높은 두 개의 봉우리가 이 중앙 고원에 위치해 있었다. 그것들은 모코산(2,620m)과 메코산(2,538m)이었다.

## 같이 보기
- 포르투갈 제2공화국
- 앙골라의 역사
- 포르투갈령 카보베르데
- 포르투갈령 기니
- 포르투갈령 모잠비크
- 포르투갈령 상투메 프린시페